# Mjerenje protoka
Mjerenje protoka vrlo je važan dio svakog proizvodnog procesa. Protok je jedna od osnovnih fizikalnih veličina koja se mjeri u industrijskom pogonu. Mjerenjem protoka određuju se energetski i materijalni podatci na osnovu kojih se određuje produktivnost procesa proizvodnje. Istovremeno protok je najčešće i osnovna veličina čijom se promjenom upravlja procesom proizvodnje. Mjerenje protoka kapljevina, plinova, višefaznih tekućina i suspenzija je složeno, podložno je brojnim pogreškama, i zato je razvijen je veliki broj različitih mjernih postupka u svrhu točnog i pouzdanog mjerenja.
Mjerenje protoka se najčešće koristi za mjerenje nekoga svojstva fluida. Fluidi čiji se protok najčešće mjeri su tekućine, plinovi i mješavine tekućina i krutina. Najlakše je mjeriti tekućine jer su one nestlačive, dok mjerenje plinova zahtjeva dodatno računanje (korekciju) koristeći tlakove i temperature jer plinovi imaju svojstvo stlačivosti. Brzina tekućine u cijevi mijenja se položajem i vremenom, a bitno se razlikuje laminarno od vrtložnog (turbulentnog) protjecanja (puno lakše je mjeriti laminarno protjecanje). Mješavine tekućina i krutnina su tekućine s raspršenim krutim česticama u njima i te mješavine se mogu mijenjati od npr. blata do skoro prozirnih tekućina s velikim česticama krutih tvari u njima.
Razlikujemo dvije vrste mjerenja protoka: 
- mjerenje volumnog protoka: obujam fluida koji prolazi neku točku u jedinici vremena (m3/s) i često se označuje sa {\displaystyle Q};
- mjerenje masenog protoka: masa fluida koja prolazi neku točku u jedinici vremena (kg/s) i često se označuje sa {\displaystyle {\dot {m}}}. Ako označimo gustoću fluida s {\displaystyle \rho }, onda vrijedi:

{\displaystyle {\dot {m}}=\rho *Q}

## Mehanički protomjeri
Mehanički protomjeri ili mehanički mjerači protoka mogu biti rotametri, mjerne turbine ili ostali rotacijski protokomjeri.

### Rotametar
Rotametar je najčešće upotrebljavani uređaj za mjerenje protoka u laboratoriju, a često se koristi i u procesnoj industriji. Velika zastupljenost rotametra je posljedica jednostavnosti mjernog uređaja, široke primjenljivosti s obzirom na mogućnost mjerenja protoka plinova i kapljevina,  te vrlo veliki mjerni opseg. Mjerenje rotametrom se zasniva na povezanosti pada tlaka koji nastaje protjecanjem kroz suženje i protoka tekućine. Za razliku od ugrađenih suženja koja imaju stalan otvor, kod rotametara je površina suženja promjenljiva. Suženje tvori dio koje se obično naziva ronilo, a koje je uronjeno u tekućinu koja protječe kroz prozirnu vertikalnu cijev. Cijev ima promjenljivi polumjer, najuži presjek na ulazu u cijev a najširi na izlazu. Tekućina protječe kroz prsten između ronila i cijevi. Položaj ravnoteže određen je težinom ronila, uzgonom i silom kojom tekućina djeluje na ronilo. Mjeri se ustvari položaj ronila koji se očitava na skali uz cijev.

### Mjerna turbina
Mjerna turbina ili turbinski mjerač protoka se sastoji se od male turbine (najčešće s 4 krila) čija je brzina okretanja turbine u skladu (proporcionalna) s brzinom protoka fluida. Krila turbine izrađena su od feromagnetičnog metala i prolaskom kraj magnetskog davača (detektora) stvaraju (induciraju) magnetski tok (fluks). Magnetski davač djeluje kao pretvornik promjenljivog magnetskog toka koji se dalje pomoću Schmitovog prekidača i pretvornika frekvencije u napon pretvara u izlazni napon koji je u skladu s brzinom protoka fluida. Točnost mjerne turbine je oko ±0.5%. Pri malom protoku javljaju se problemi s trenjem na rotoru, pa je određeno koliki malen protok se može učinkovito mjeriti. Mjerne turbine su dosta skupe, te jer imaju rotor kao pokretni dio više su podložni oštećenjima nego ostali protokomjeri. Zbog složenosti hidrodinamičkih učinaka (efekata) potrebno je mjerni uređaj posebno umjeriti za svaku tekućinu pri određenoj temperaturi i tlaku (kao i za plinove). Nedostatak mjerne metode je i pad tlaka koji nastaje na turbini, te nemogućnost mjerenja protoka višefaznih tekućina (suspenzija krutine ili plina).

## Tlačni protomjeri
Kada se u cijevi kroz koju protječe neka tekućina na određenom mjestu nalazi suženje, različiti tlak će se javiti u dijelu suženja cijevi, a taj tlak ovisi o volumnom protoku tekućine. Zbog suženja dolazi do povećanja brzine tekućine i pada tlaka. Strujnice tekućine su putanje djelića tekućine koja protječe kroz cijev i njihovo najveće skupljanje je na mjestu iza najužeg geometrijskog otvora. U ovakvom slučaju je potrebno biti u mogućnosti izračunati volumni protok iz razlike tlakova. Izračun se radi uzimajući u obzir energiju fluida u protoku. 
Energija u jedinici mase fluida u protoku sadrži tri dijela (Bernoullijeva jednadžba):
- kinetičku energiju zbog gibanja fluida (v2/2), gdje je v – brzina fluida;
- potencijalnu energiju (g * h), gdje je g – gravitacijska konstanta, a h – visina protoka;
- energija zbog tlaka fluida (energija protoka, p/ρ), gdje je p – tlak fluida, a ρ - gustoća fluida na tlaku i temperaturi promatranog fluida.

Energija jedinice mase fluida bit će u bilo kojoj točki protoka jednaka zbroju navedenih tri dijela (uz zanemarivanje gubitaka tijekom protoka). Najpoznatiji predstavnici mjernih uređaja koji mjere razliku tlakova su prigušnice, Dallove i Venturijeve cijevi, te Pitotova cijev.

### Mjerna prigušnica
Mjerna prigušnica (eng. orifice plate) se najčešće sastoji od kružne ploče ubačene između prirubnica dvije cijevi. Kružna ploča ima otvor manjeg promjera nego su to promjeri cijevi, te na taj način sužava površinu protoka fluida. Sužavanje presjeka izaziva razlike u tlaku prije i iza prigušnice, tj. izaziva pad tlaka iza prigušnice, a pad tlaka može iznositi i do 50%. Na prigušnicama osim glavnog manjeg promjera postoji i još manji pomoćni otvor koji služi za prolaz zaostalog zraka ili plinova, odnosno ukapljene tekućine. Prigušnice se moraju vrlo pažljivo izrađivati da se izbjegnu dodatni nepotrebni gubici u cjevovodima.

### Dallove i Venturijeve cijevi
Pošto mjerne prigušnice izazivaju veliki pad tlaka (do 50%), u slučajevima kada to nije prihvatljivo koriste se Dallove i Venturijeve cijevi. Kod ovih mjernih uređaja pad tlaka iznosi od 5 do 10 %, ali je i razlika tlakova smanjena. Izlazni signal iz Venturijeve cijevi je svega 30% snage signala kod mjerne prigušnice za iste uvjete, dok je kod Dallove cijevi oko 60% (Dallova cijev je kraća vrsta Venturijeve cijevi). Iako su Dallove i Venturijeve cijevi bolje od prigušnica s teoretskog stajališta, ipak postoje praktični problemi kod ugradnje. Skuplje su za proizvesti (npr. Venturijeva cijev bi trebala biti preko 2 m duga kad bi imala suženje dugo 25 cm i promjera 15 cm). Izvedba suženja Dallove cijevi najčešće se ugrađuje u postojeće cijevi, ali može biti i posebna izvedba cijevi sa suženjem.

### Hidrometar
Hidrometar ili vodomjer je sprava za mjerenje brzine protjecanja tekućina (najčešće vode) i za određivanje količine protekle tekućine kroz neku cijev. Sastoji se od šire cijevi u koju je umetnuta uža, konusna cijev. Razlika tlaka u nekoj točki šire cijevi izvan konusa i na najužem mjestu konusa ovisi o brzini protjecanja fluida kroz cijev, pa se na osnovi toga hidrometra može kalibrirati za izravno očitavanje brzine, odnosno protoka u cijevi.

### Pitot-cijev
Pitot-cijev ili Pitotova cijev za razliku od mjerne prigušnice, Dallove i Venturijeve cijevi, koji mjere volumni ili maseni protok, mjeri brzinu protoka u određenoj točki. Na osnovu zakona o očuvanja energije za idealne tekućine može se izvesti jednostavan način određivanja brzine tekućine, mjerenjem razlike statičkog i dinamičkog člana tlaka, odnosno odgovarajućih članova u Bernoullijevoj jednadžbi. Mjerni uređaj se sastoji
od dvije kapilare spojenih na diferencijalni manometar. Jedna kapilara ima otvor okomit na strujnice tekućine (ili plina), a druga kapilara ima otvor paralelan sa strujnicama. U prvoj kapilari djeluje tlak jednak zbroju statičkog i dinamičkog tlaka, a u drugoj kapilari vlada statički tlak. Mjerni signal je razlika dvaju tlakova. Pogreška mjerenja Pitotove cijevi je oko 2% za brzine fluida do 150 m/s.

## Električki ili elektronički protomjeri
Električki ili elektronički protomjeri mogu biti vrtložni protomjer, elektromagnetski protokomjer, ultrazvučni protokomjer, Dopplerov protokomjer, Laserski Dopplerov protokomjer.

### Mjerenje protoka vrtloženjem ili turbulencijom
Iza nepokretnog objekta u struji fluida stvaraju se vrtlozi čija frekvencija je proporcionalna brzini strujanja. U područje vrtloženja se postavlja mjerni pretvornik koji može pratiti frekvenciju vrtloženja. Najčešće se mjeri frekvencija promjene tlaka zbog vrtloženja, a mogu se koristiti termistori, tenzometri, ultrazvučna metoda, induktivna metoda i drugo. Iz izmjerene frekvencije protok se može izračunati. Prednosti mjerila protoka vrtloženjem su linearna karakteristika, velika dinamika (1:100), točnost bolja od 1%. Nedostatak je što se ne koriste se za vrlo viskozne tekućine.

### Elektromagnetski protokomjer
Kod elektromagnetskog protokomjera sam fluid djeluje kao vodič napona, a na stijenkama cijevi su postavljene dvije elektrode (izolirane od same cijevi). Primjenjiv je samo na vodljive tekućine. Način rada se temelji se na zakonu elektromagnetske indukcije. Cijev kroz koju teče vodljiva tekućina postavlja se u magnetsko polje. Vodič predstavlja sama vodljiva tekućina koja struji nekom brzinom. Problem pri radu s istosmjernim magnetskim poljem je stvaranje polarizacijskog napona (koji je veći od korisnog signala) na elektrodama. Zbog toga se za mjerenje koristi izmjenično magnetsko polje. Pri tome se koristiti sljedeći valni oblici: sinusoidalni, pravokutni ili trapezni.

### Ultrazvučni protokomjer
Kod ultrazvučnog protokomjera mjerenje se temelji na činjenici da se ultrazvučni val rasprostire brže niz struju, nego uz struju fluida. Mjeri se razlika vremena prostiranja ultrazvuka niz struju i uz struju.

### Dopplerov protokomjer
Dopplerov protokomjer se koristi kada u tekućini ima čestica (ili mjehurića) od kojih se ultrazvuk može odbijati (reflektirati). Primjer je neinvazivno mjerenje protoka krvi u žilama. Na rad utječe koncentracija i veličina čestica, kao i raspodjela brzine fluida po presjeku cijevi. Točnost ovog protokomjera je oko 5%.

### Laserski Dopplerov protokomjer
Laserski Dopplerov protokomjer se isto zasniva na Doplerovom učinku (eng. Laser Doppler Anemometer ili LDA). Umjesto ultrazvučnog vala koristi se monokromatski sinkroni val svjetlosti (laser). Frekvencijski pomak mjeri se analizom interferometrijske slike koja nastaje interferiranjem upadne i reflektirane zrake.

## Mjerenje protoka vode u otvorenim kanalima
Kroskorelacijska metoda mjerenje protoka jedna od najstarijih i najjednostavnijih metoda mjerenja protoka. U tvar koja se prenosi ubaci se marker i mjeri se vrijeme potrebno da marker prevali put između dvije točke. Iz izmjerenog vremena i poznate udaljenosti između dvije kontrolne točke izračuna se brzina, a uz poznatu površinu presjeka i protok. 

## Maseni protokomjeri
Maseni protomjeri mogu biti Coriolisov protokomjer, termodinamički protokomjer, protokomjer s vrućom žicom.

### Coriolisov protokomjer
Pojava da se na tijelo, ili tekućinu, koja se giba i istovremeno rotira djeluje osim centrifugalne sile i Coriolisova sila, koristi se za maseni protokomjer. Coriolisovo ubrzanje (sila) djeluje uvijek okomito na prividnu brzinu tijela i kutnu brzinu rotacije. Djelovanje Coriolisove sile možemo zapaziti kada tekućina istječe iz posude (npr. slivnika ili kade) jer zbog nje istovremeno uz istjecanje dolazi i do rotacije tekućine. Na sjevernoj polutki Zemlje rotacija tekućine je u smjeru zakretanja kazaljke na satu, a na južnoj polutci je u suprotnom smjeru. Coriolisov protokomjer se sastoji od dvije paralelne cijevi savite u obliku slova U kroz koje protječe tekućina u istom smjeru. Način rada zasniva se na uvijanju (torziji) cijevi koje titraju a kroz njih protječe tekućina. Gornja i donja cijev titraju suprotno, tako da kada se gornja cijev kreće prema gore, donja cijev ima suprotan smjer kretanja. Titranje je pobuđeno elektromagnetskim djelovanjem i dolazi do rezonancije kada cijevi titraju
vlastitom ili prirodnom frekvencijom. Frekvencija titraja je od 100 do 300 Hz s vrlo malom amplitudom, manjom od 1 mm. Zbog Coriolisove sile tekućina djeluje silom na stjenke cijevi i dolazi do njihovog savijanja (torzije) i pomaka u titranju.

### Termodinamički protokomjer
Točno mjerenje protoka kapljevina i plinova ostvareno je točnim mjerenjem toplinske ravnoteže koja je uvjetovana masenim protokom tvari. Toplina se razvija u namotaju žice oko cijevi i kondukcijom kroz stijenku se prenosi na tekućinu koja protječe kroz cijev.  Temperatura se točno mjeri prije grijača i poslije grijača. Razlika temperature mjeri se u spoju termometara u Wheastoneovom otporničkom mjernom mostu. Mjerni signal masenog protoka je razlika napona (temperatura) na granama Wheastoneovog mosta. Ravnotežom je određen odnos između protoka i razlike temperature. Velika je prednost termodinamičkog protokomjera da nema pada tlaka i velika točnost mjerenja. Nedostatak je da mjerni signal ovisi o sastavu plinova, pa se mora posebno baždariti za svaki plin. 

### Protokomjer s vrućom žicom
Ravnoteža topline koristi se i za mjerenje lokalnih brzina strujanja plinova ili kapljevina primjenom protokomjera s vrućom žicom. Kratka tanka žica od platine napaja se električnom energijom koja se pretvara u toplinu. S površine žice toplina se konvekcijom prenosi u okolinu, kapljevinu ili plin koji struji. Toplinski tok je jednoznačno određen brzinom strujanja, ali i jako ovisi o prijenosnim i termodinamičkim značajkama tekućine. Za platinu postoji vrlo točan i postojan matematički odnos između električnog otpora i temperature (statička karakteristika). Mjerni signal je električni otpor žice platine, odnosno pad napona Wheastoneovog mjernog mosta u koji se priključuje. Za navedene ravnoteže umjeravanjem se izvode nelinearni odnosi između električnog otpora (pada napona mosta) i protoka za svaki pojedini izbor kapljevine ili plina.